# 叶玉牵
叶玉牵（英語：Yoke Khin Yap，1968年—）是一位美国物理学家、材料科学家和学者。他以纳米和量子材料研究而闻名，目前担任密歇根理工大学（MTU）物理学教授 
叶发表过多篇研究论文，并著有《BCN 纳米管与相关纳米结构》一书。他于2005年获得美国国家科学基金会 (NSF) 职业奖，2011年荣获 MTU Bhakta Rath 奖，2018年获得MTU研究奖， 并于2020年晋升为教授。 此外，他还是2015年大阪大学全球校友研究员计划首批获奖者之一。

## 教育
叶先生于1992年获得马来亚大学物理学学士学位，并于1994年获得硕士学位。1995年，他获得了日本政府文部省奖学金，1999年又获得了大阪大学电气工程博士学位。

## 职业
获得博士学位后，叶先生于1999年至2002年在大阪大学继续进行博士后培训，并担任研究员。2002年，他加入密歇根理工大学，担任助理教授；2006年晋升为副教授，2011年成为教授，自2020年起担任大学教授 
叶先生被任命为美国国家科学基金会 (NSF) 举办的2006年中美纳米技术研讨会美国代表之一。2005至2007年，他担任美国能源部橡树岭国家实验室纳米相材料科学中心用户执行委员会（UEC）创始成员，成立了用户协会，并于2008年当选为该用户组的首任主席。 
叶先生于2014年至2016年担任密歇根理工大学研究副校长办公室的教职研究员，并于2023年担任物理学系副系主任。 

## 研究
叶先生率先研究了基于硼酸铯锂（CsLiB₆O₁₀）非线性光学晶体的全固态紫外激光器，并首次利用该激光器开展了硼碳氮化物（BCN）材料和高纯度氮化硼纳米管（BNNT）的研究。他还开发了用于 BCN 相关纳米结构的新型化学气相沉积（CVD）方法。后来，他的研究重点转向了高纯度 BNNT 在电子学和生物医学领域中的独特应用。 

### 功能化高纯度氮化硼纳米管（BNNTs）用于未来电子学和生物医学领域
叶先生和他的合作者研究了电绝缘和光学透明的氮化硼纳米管（BNNT）的独特性能，其带隙约为 6 eV。利用高纯度 BNNT 的电绝缘特性，他和同事们开发了一种防止 BNNT 上染料分子猝灭的方法，使每个 BNNT 都能作为荧光团，亮度提高多达 1000 倍，从而将现有的染料分子转化为适用于抗原检测的高亮度荧光团（HBF），并充分利用 BNNT 在紫外线到近红外波长范围内的透明性。   
在联合研究中，叶先生通过在电绝缘的氮化硼纳米管（BNNT）内部填充碲（Te）原子阵列，创造了高性能场效应晶体管（FET）。这与单壁碳纳米管（SW-CNT）和石墨烯纳米带（GNR）所呈现的不稳定半导体特性，以及其结构变化和环境条件的影响形成了鲜明对比。 他还展示了通过自下而上的方法，利用涂覆在 BNNT 表面的金量子点创建新型纳米级半导体，这些金量子点能够吸收可见光并提供可调带隙。 此外，他还介绍了一种无需半导体的晶体管制造方法，利用涂覆在 BNNT 上的金量子点（QD-BNNT）之间的量子隧穿效应作为单电子晶体管（SET）的开关机制，从而提高了电流开关能力，尤其是在较短的传输长度下，绕过了传统基于半导体的晶体管所面临的固有限制。

### 高纯度 BNNT
叶先生对高纯度氮化硼纳米管（BNNT）的研究主要集中在探索适用于各种应用的不同合成方法。他率先利用脉冲激光沉积 (PLD) 和化学气相沉积（CVD）方法合成高纯度 BNNT。  在密歇根理工大学（MTU）的研究小组中，他利用全固态紫外激光证明了 BNNT 在 600°C 下的生长，并发明了一种低温 CVD 方法，使 BNNT 能够在 1100-1200°C 下生长，类似于在研究实验室中使用常规熔炉合成碳纳米管的方法。

### BCN材料
叶先生通过创新技术研究了硼碳氮（B-C-N）材料。他利用全固态紫外激光器，创造了一个射频（RF）等离子体辅助脉冲激光沉积（PLD）系统。他在碳氮化物（CNₓ）、立方相氮化硼（BN）  和硼碳氮化物（BₓCᵧNᶻ）材料的研究中取得了一系列原创性发现，包括将 CNₓ 键从 sp² 杂化转变为 sp³ 杂化，以及合成 BₓCᵧNᶻ 纳米结构。 

### 基于 CsLiB₆O₁₀ 晶体的高功率全固态紫外激光器用于脉冲激光沉积（PLD）
叶先生研究了紫外（UV）激光器，这种激光器对于光刻、材料处理和脉冲激光沉积（PLD）至关重要。他指出，商用准分子激光器体积庞大，并且使用腐蚀性气体和高电压。他率先利用其研究顾问（佐佐木隆智和森佑介）发明的硼酸铯锂（CsLiB₆O₁₀）晶体研究 Nd：YAG 激光器的第四次和第五次谐波产生（4ω 和 10ω），并研制出紧凑型全固态紫外激光器，脉冲能量高达 500 mJ（266 nm, 4ω）和 230 mJ（213 nm, 5ω）。 

## 创业
叶先生创立了生物科技公司 StabiLux Biosciences。

## 奖项和荣誉
- 2005 年 – 美国国家科学基金会职业奖[2]
- 2011 年 – 密歇根理工大学 Bhakta Rath 研究奖[3]
- 2015 年 – 大阪大学全球校友研究员[5]
- 2018 – 密歇根理工大学研究奖[4]
- 2020 年 – 密歇根理工大学教授[1]

### 书
- B-C-N Nanotubes and Related Nanostructures (2009) ISBN 978-1441900852

### 精选文章
- Sasaki, T., Mori, Y., Yoshimura, M., Yap, Y. K., & Kamimura, T. (2000). Recent development of nonlinear optical borate crystals: key materials for generation of visible and UV light. Materials Science and Engineering: R: Reports, 30(1–2), 1-54.
- Wang, J., Lee, C. H., & Yap, Y. K. (2010). Recent advancements in boron nitride nanotubes. Nanoscale, 2(10), 2028–2034.
- Lee, C. H., Johnson, N., Drelich, J., & Yap, Y. K. (2011). The performance of superhydrophobic and superoleophilic carbon nanotube meshes in water–oil filtration. Carbon, 49(2), 669–676.
- Lee, C. H., et al. (2013). Room-temperature tunneling behavior of boron nitride nanotubes functionalized with gold quantum dots. Advanced Materials, 25(33), 4544–4548.
- Ye, M., Winslow, D., Zhang, D., Pandey, R., Yap, Y. K. (2015). Recent advancement on the optical properties of two-dimensional molybdenum disulfide (MoS2) thin films. Photonics, 2(1), 288–307.
- Bhandari, S., Hao, B., Waters, K., Lee, C. H. Idrobo, J. C., Zhang, D., Pandey, R., Yap, Y. K.(2019). Two-dimensional gold quantum dots with tunable bandgaps. ACS Nano, 13(4) 4347–4353.
- Qin, J. K., et al. (2020). Raman response and transport properties of tellurium atomic chains encapsulated in nanotubes. Nature Electronics, 3, 141–147.
- Zhang, D., Yapici, N., Oakley, R., Yap, Y. K. (2022). The rise of boron nitride nanotubes for applications in energy harvesting, nanoelectronics, quantum materials, and biomedicine. J. Materials Research, 37 (24), 4605–4619.